# سید جلال‌الدین طاهری
سیّد جلال‌الدّین موسوی طاهری حسین‌آبادی (زادهٔ ۱۳۰۵ در اصفهان – درگذشتهٔ ۱۲ خرداد ۱۳۹۲ در اصفهان) معروف به جلال‌الدین طاهری اصفهانی امام جمعه شهر اصفهان (از سال ۱۳۵۱ تا زمان استعفا در سال ۱۳۸۱)، نمایندهٔ منتخب مردم استان اصفهان در مجلس خبرگان قانون اساسی و همچنین مجلس خبرگان رهبری بود. او تا دههٔ ۱۳۷۰، محور یکی از دو جریان سیاسی اصفهان و پس از آن، از روحانیان بلندپایهٔ منتقد و هوادار اصلاح‌طلبان ایران شناخته می‌شد. انتشار نامه سرگشاده استعفای او خطاب به رهبر جمهوری اسلامی در اعتراض به رفتار حاکمیت، به‌ویژه در ارتباط با حصر حسینعلی منتظری جنجال زیادی به پا کرد.

## زندگی
سیّد جلال‌الدّین طاهری متولّد سال ۱۳۰۵ در یکی از محله‌های قدیمی شهر اصفهان به نام حسین‌آباد در قسمت جنوبی اصفهان در مجاورت محلهٔ سیچان و پاچنار متولد شد. وی دانش‌آموختهٔ دیپلمهٔ علوم انسانی به سال ۱۳۲۳ است. وی همچنین دانش‌آموختهٔ انجمن ایران و فرانسه بوده و به زبان‌های عربی و فرانسه تسلط کامل داشت. طاهری از مبارزین دوران محمدرضا پهلوی در دوران قبل از انقلاب بود. او اولین امام جمعه شهر اصفهان بود به‌طوریکه قبل از انقلاب نیز به اصرار روح‌الله خمینی اقدام به برگزاری نماز جمعه در مسجد اعظم حسین‌آباد نمود. سید جلال‌الدین طاهری امام جمعه و نماینده ولی فقیه در اصفهان و نمایندهٔ استان اصفهان در مجلس خبرگان قانون اساسی و همچنین مجلس خبرگان رهبری بود. او محور یکی از دو جریان مهم سیاسی در اصفهان بود و پس از سید حسین خادمی مهم‌ترین شخصیت روحانی این شهر به‌حساب می‌آمد. طاهری در پایان عمر، از روحانیون هوادار اصلاحات به‌شمار می‌رفت.
سیدمحمدحسن طاهری فرزند جلال‌الدین طاهری، همسر نعیمه اشراقی نوهٔ دختری روح‌الله خمینی است که در پی حوادث پس از انتخابات ۱۳۸۸ از سوی دادگاه انقلاب به چهار سال زندان - ۷۴ ضربه شلاق و ده سال تبعید به زابل محکوم شد.
از طاهری چندین جلد کتاب به زبان عربی منتشر شده است. کتاب دوجلدی «الطهارة» و کتاب چهارجلدی «المحاضرات: تقریر مباحث اصول الفقه قدوه الفقهاء والمجتهدین آیه محمد المحقق الداماد» (تقریر دروس محقق داماد) به قلم او منتشر شده‌اند. او پس از کاندیدا شدن در انتخابات ۱۳۷۷ مجلس خبرگان رهبری، که تنها روحانیون، مجاز به حضور در آن هستند، با بیش از یک میلیون رأی به‌عنوان منتخب مردم اصفهان در این نهاد حکومتی برگزیده شد.
وی که از ائمهٔ جمعهٔ منصوب توسط روح‌الله خمینی بود در سال ۱۳۸۱ با انتشار نامه‌ای سرگشاده، در اعتراض به رفتار نظام حاکم با حسینعلی منتظری، از امامت جمعهٔ اصفهان استعفا داد.
دبیرخانهٔ شورای عالی امنیت ملی با انتشار دستوری مطبوعات را از چاپ استعفانامهٔ وی منع کرد و روزنامه آزاد به اتهام چاپ این نامه، توقیف گردید. چندی بعد سید علی خامنه‌ای پاسخی به نامهٔ وی نوشت.
طی سفر تبلیغاتی میرحسین موسوی به اصفهان موسوی با طاهری دیدار کرد و طاهری در جمعی گفت: «ای مردم به‌خاطر خون شهدا رأی دهید من نمی‌گویم به چه کسی رأی دهید فقط به پای صندوق‌ها بروید و رأی دهید». در روز ۱۸ خرداد ۱۳۸۸ محمد خاتمی رئیس‌جمهوری پیشین که به منظور تبلیغات ریاست جمهوری برای میرحسین موسوی به اصفهان آمده بود پس از حضور در منزل طاهری با او به میدان نقش جهان رفت و در آن‌جا گفت: «من و آقای طاهری هر دو به میرحسین موسوی رأی می‌دهیم».

وی همچنین در ارتباط با انتخابات دهمین دوره ریاست‌جمهوری ایران تصدی مجدد احمدی‌نژاد بر این پست را غیرقانونی دانست و در بیانیه‌ای گفت:
آیا امام اجازه می‌داد کسانی که باید در انتخابات بی‌طرف باشند، رسماً وارد حمایت علنی از کاندیدای خاصی بشوند؟ آیا امام اجازه می‌داد امکانات عمومی و بیت المال مسلمین برای یک کاندیدا بدون هیچ محدودیتی استفاده شود؟ آیا امام اجازه می‌داد حیثیت و آبروی افراد این‌گونه در معرض و منظر مردم ملعبه بازیگران قدرت قرار گیرد؟ و آیا دین چنین اجازه‌ای به شما داده است؟ چرا چتر حمایت قانون فقط برای شما و دوستان شما است؟
طاهری به نتیجهٔ انتخابات انتقاد کرد و گفت «هم‌صدا با اکثریت مردمِ رأی‌باخته، این انتخابات را مخدوش و آن را باطل و تصدی مجدد رئیس دولت را برای دور بعد نامشروع و غاصبانه» می‌داند. او گفت: «من با دیدهٔ گریان و قلبی اندوه‌بار بعینه می‌بینم که کهنه دشمنان و مخالفان امام راحل که او را برای مبارزه و تأسیس جمهوری اسلامی تخطئه می‌کردند، امروز با تمام قوت و با همان دشمنی، تئوری‌پردازان قدرتمندان شده و از درون به هدم و نابودی عقاید حکومتی مرحوم امام و به موزه فرستادن عملی آن، فعالانه مشغول هستند.» همچنین او گفت: «آیا این از مصادیق عدالت است که سیّد شریف و مظلومی چون میرحسین موسوی که در سخت‌ترین دوران‌های این کشور مسئولیّت ادارهٔ دولت را با وجود جنگ هشت ساله و محاصرهٔ اقتصادی و گروه‌های محارب و تثبیت انقلاب با موفقیت تمام طی نمود و تا آخرین لحظات عمر امام، عزیز و محبوب این رادمرد بزرگ بود، اکنون عامل استکبار، اغتشاشگر و مستوجب کیفر باشد و باید حقوقش پایمال گردد؟ حد و حدود تمامیّت‌خواهی شما کجا پایان می‌گیرد؟ به‌درستی که دشمن شماره یک انسان، نفس اوست.»
به گفتهٔ همسایگان وی، در روز ۲۵ خرداد مأمورین نیروی انتظامی قصد بازداشت طاهری را داشتند ولی با مخالفت مردم روبرو شدند و از این کار منصرف شدند.

## درگذشت و خاکسپاری

مراسم درگذشت طاهری در اصفهان

او از تاریخ ۸ اردیبهشت ۱۳۹۲ به‌علت عارضهٔ شدید انسداد تنفسی در بخش مراقبت‌های ویژهٔ بیمارستان الزهرا اصفهان بستری شد. روز ۱۲ خرداد ۱۳۹۲ پس از ۳۵ روز بستری بودن در بخش مراقبت‌های ویژهٔ بیمارستان، به‌علت ایست تنفسی درگذشت. مراسم خاک‌سپاری او در تاریخ ۱۴ خرداد ۱۳۹۲ در اصفهان برگزار شد. به گفتهٔ یکی از مقامات وقت استانداری اصفهان تعداد تشییع‌کنندگان پیکر او حدود پانصد هزار نفر تخمین زده شد، که این بزرگ‌ترین اجتماع مردم اصفهان در تاریخ این شهر تا کنون بوده است. شبیری زنجانی در مسجد اعظم حسین‌آباد اصفهان بر پیکر او نماز خواند. هر چند به گفتهٔ محمد حسن طاهری، جلال‌الدین طاهری وصیت کرده‌بود که جسدش در حرم فاطمه معصومه در قم و کنار حسینعلی منتظری دفن شود اما پیکر او در کنار نشان یادبود پسر مفقودالاثرش در تخت فولاد (گلستان شهدا اصفهان) دفن شد.
چهره‌های برجسته‌ای در این مراسم شرکت داشتند، و عده‌ای دیگر در پیام‌هایی درگذشت وی را تسلیت گفتند.
تعدادی از شهروندان اصفهانی حاضر در مراسم تدفین او شعاری‌های سیاسی در حمایت از سید محمد خاتمی و اصلاح‌طلبان ایران سر دادند. از جملهٔ این شعارها «سلام بر سه سید فاطمی، خمینی و خاتمی و طاهری»، «طاهری آزادی‌ات مبارک»، «خاتمی خاتمی تسلیت تسلیت»، «کروبی، موسوی تسلیت تسلیت»، «کروبی، موسوی آزاد باید گردند» بود.
به گزارش خبرنگار وبگاه کلمه «حضور نیروهای امنیتی در این مراسم بسیار کم رنگ بوده است و نیروهای انتظامی نهایت همکاری را با مردم کردند و حتی نسبت به شعار دادن آنها اعتراضی نمی‌کردند.»
متعاقباً دفتر آیت‌الله طاهری، ضمن تشکر از همدردی‌ها و شرکت در مراسم تشییع وی، با اشاره به وصیت آیت‌الله طاهری بر حفظ آرامش در مراسم وی اعلام کرد: «از شرکت کنندکان در مراسم ترحیم انتظار داریم آرامش مراسم را مد نظر داشته و از هر گونه شعاری که موجب دو دستگی و در نتیجه سبب اذیت و آزار مردم شود به شدت اهتراز نمایند.» دفتر آیت‌الله طاهری همچنین با اعلام اینکه: «آنچه در مراسم تشیع توسط جمع محدودی اتفاق افتاد بی‌احترامی به وصیت آن بزرگوار و بر خلاف رضایت ایشان بود و مایع تاسف و تأثر گردید.» یادآوری کرد: «احتمال می‌رود عناصر فرصت طلبی که از ما نیستند برای برهم زدن مراسم به شعارهای ساختارشکن و نامناسب مبادرت کنند که مردم عزیز ما باید مراقب باشند.»

## فرزندان
- سید عبدالحسین ساسان
- ملک
- اعظم
- سید محمد حسن طاهری
- سید مهدی طاهری
- سید احمد طاهری
- سید علی طاهری (در جنگ ایران و عراق مفقودالاثر شد)[۲۲]